# More, Shropshire
More är en by och en civil parish i Storbritannien.   Den ligger i grevskapet Shropshire i riksdelen England, i den södra delen av landet, 220 km nordväst om huvudstaden London.